# Football Club Utrecht
Maillots
Actualités
Le FC Utrecht est un club de football des Pays-Bas, situé à Utrecht et évoluant en Première Division néerlandaise. Il fut fondé le 1er juillet 1970, résultant de la fusion de trois clubs des environs d'Utrecht.

## Historique

### Des débuts prometteurs dans les années 1970
En 1958, DOS, club d'Utrecht, remporta le Championnat des Pays-Bas, le seul d'un club de la ville à ce jour. Cependant, dès la fin des années 1960, il était en proie à de graves difficultés financières, c'est pourquoi il s'allia à deux autres clubs, l'USV Elinkwijk et le Velox, pour former le FC Utrecht.
Au début des années 1960, Velox était une équipe de Deuxième Division, qui a plusieurs fois manqué de peu d'être promu, mais qui en 1968 est rétrogradé à l'échelon inférieur. Le club d'Elinkwijk, dont une équipe indépendante existe de nouveau aujourd'hui, n'était pas situé dans la commune d'Utrecht. Il était à ce titre réticent à faire partie du projet mais, devant la pression de la municipalité d'Utrecht, accepta la fusion. L'entité commune s'établit au Stadion Galgenwaard, le stade de DOS, le plus grand des trois stades à l'époque.
Le premier entraîneur du FC Utrecht nouvellement formé fut Bert Jacobs, alors âgé de seulement 29 ans, qui était assisté de Fritz Korbach (24 ans). Ils avaient pour mission de constituer une nouvelle culture commune au sein du club, issu de trois traditions différentes. La première année, le FC Utrecht recruta le jeune Co Adriaanse pour 125 000 florins. Hormis Adriaanse, le noyau dur de l'équipe était composé de cinq joueurs de DOS, quatre de Elinkwijk, un de Velox.
Le premier match de Championnat du FC Utrecht l'opposa au Feyenoord Rotterdam, alors tout frais vainqueur de la Coupe d'Europe des clubs champions. Malgré l'ouverture du score, Utrecht s'inclina 4-1. Le club acheva sa première saison sur une neuvième place.

### Poursuite de la croissance dans les années 1980
Avec des joueurs comme Hans van Breukelen, Leo van Veen et Willem van Hanegem (devenu entraîneur du club), Utrecht a continué à croître de manière régulière. Les jeunes joueurs talentueux de la ville viennent alors jouer au club. Des dix-huit joueurs qui prirent part à la Coupe des Pays-Bas de 1982 et qui arrivèrent en finale (perdue contre AZ), quatorze étaient nés à Utrecht, dont le trio du milieu de terrain Jan Wouters, Gert Kruys, Frans Adelaar. Ainsi, lorsque le Utrechts Nieuwsblad, journal local, annonça que le club pourrait être vendu à un consortium formé du magnat de la presse britannique Robert Maxwell, de Philips, de KLM, mais aussi de Johan Cruyff, ce fut très mal accueilli. Ensemble, ils souhaitaient faire du FC Utrecht un grand club, mais les supporteurs ne voulaient surtout pas que le FC Utrecht tombât entre les mains d'un Ajacied, un joueur marqué du fer rouge de l'Ajax Amsterdam.
Les deux clubs se livraient d'ailleurs à des luttes farouches au cours des matches qui les opposaient, qui se traduisait parfois par des émeutes. Outre le fait que ces clubs sont ceux de deux des plus grosses villes des Pays-Bas, cette rivalité est notamment liée au fait que quelques grands joueurs néerlandais sont nés à Utrecht, comme Marco van Basten, Gerald Vanenburg (qui a toutefois rejoint le club à la fin de sa carrière) ou Wesley Sneijder, mais n'ont jamais joué pour le club de la ville, puisqu'ils ont été happés très jeune par l'Ajax. Depuis quelques années, la tendance est différente : les talents nés à Utrecht vont plutôt jouer au PSV Eindhoven, comme Ismaïl Aissati ou Ibrahim Afellay... à cause d'un partenariat signé entre les deux clubs (ou plutôt entre le PSV et... Elinkwijk, aujourd'hui amateur !).

### Les difficultés financières et les succès sportifs des années 1990-2000
Au début des années 1990, le club n'est pas au mieux. Étant donné que le FC Utrecht n'est plus qualifié régulièrement pour les compétitions européennes, les présidents et les entraîneurs se succèdent et contestent la gestion financière et sportive de leurs prédécesseurs. En 1996, le sponsor principal, Fortis, fait un apport en numéraire et prend la tête de l'administration du club. Sous la houlette de joueurs reconnus comme Michael Mols (ex-joueur de l'Ajax !), il souhaitait faire grandir le FC Utrecht. Le stade n'était alors plus approprié pour les ambitions de la nouvelle direction, qui ordonna une rénovation complète du Stadion Galgenwaard. Cependant, en 2003, avec l'effondrement du marché des transferts, qui lui donnait une part importante de ses recettes, le club n'avait plus suffisamment d'argent pour payer la société chargée de refaire le stade ! À cette époque, celui-ci était presque achevé, mais la Bunnikside, un des virages pour les supporteurs, était loin d'être prête. Le club évite alors une nouvelle faillite de justesse, notamment avec le soutien de la ville.
Ces difficultés financières coïncident avec une période où le club écrit quelques-unes des plus belles pages de son histoire sportive. Sous la direction de Frans Adelaar et Foeke Booy, le FC Utrecht est de retour sur la scène européenne et, de 2002 à 2004, se hisse trois fois en finale de la Coupe des Pays-Bas, avec une défaite la première année face à l'Ajax (3-2 après prolongations), puis deux victoires en 2003 (contre Feyenoord, 4-1) et 2004 (contre le FC Twente, 1-0). En juillet 2007, l'entraîneur Foeke Booy quitte le club pour entraîner Al Nasr, un club de Riyad, en Arabie saoudite. Il est remplacé par Willem van Hanegem, qui de 1979 à 1981 défendit les couleurs rouge et blanc du FC Utrecht.
En novembre 2005, le milieu de terrain français David di Tommaso, au cours de sa première saison pour le FC Utrecht, alors qu'il est déjà très populaire au club, décède d'un arrêt cardio-circulatoire. Depuis cette époque, le trophée du joueur le plus combatif décerné par les supporteurs du FC Utrecht porte son nom. En hommage à Di Tommaso, le club a décidé que le numéro 4 ne serait plus attribué.

### 2008: de nouveaux investisseurs pour le club

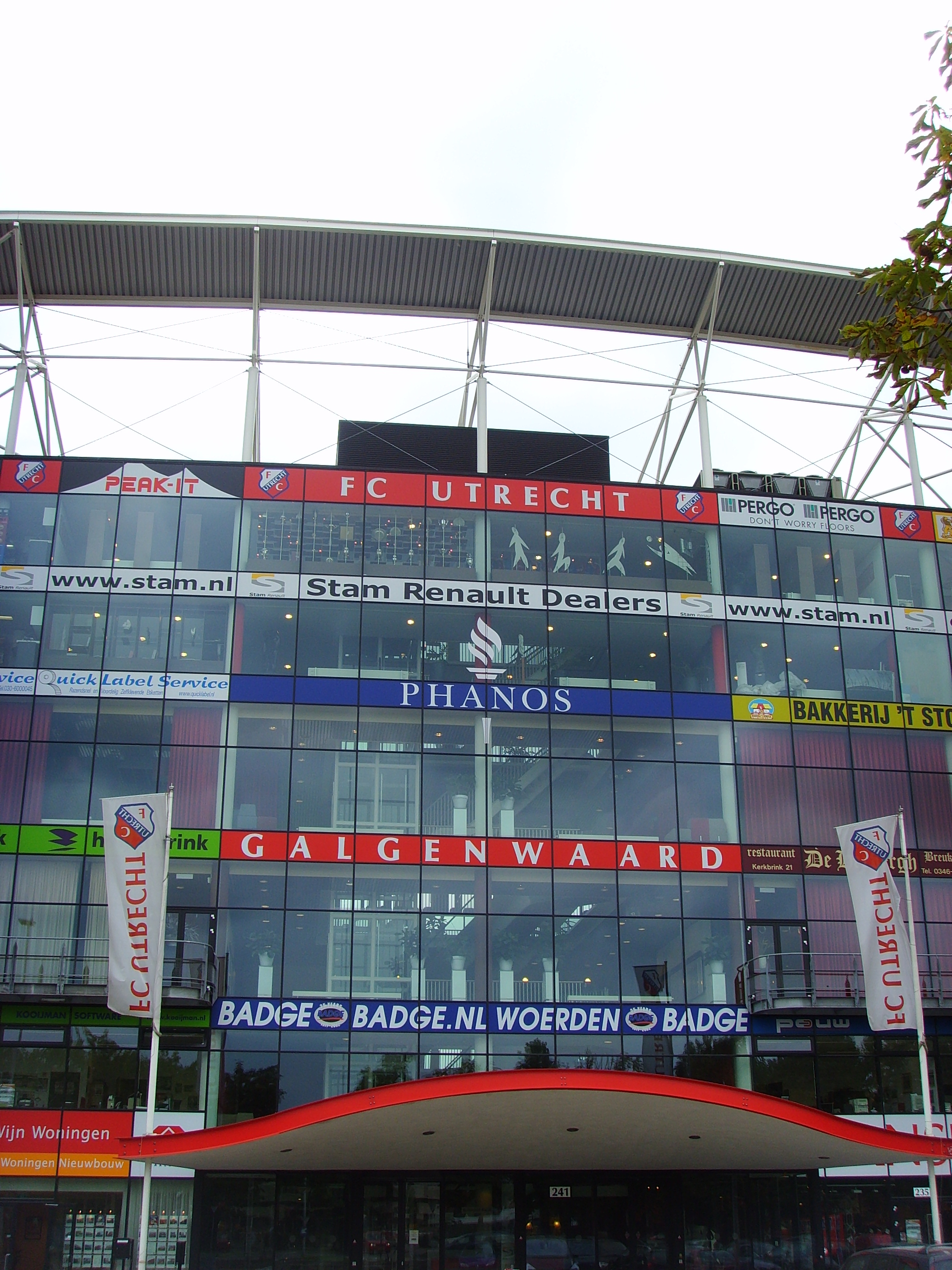
Le Stadion Galgenwaard, avec le logo du sponsor Phanos

En juillet 2007 toujours, le sponsor principal Phanos, une agence immobilière, fit part à la direction du club qu'il souhaitait le racheter pour un euro symbolique. En échange, il voulait construire un nouveau stade à Leidsche Rijn, un nouveau quartier dans l'ouest de la ville, et bâtir une zone résidentielle à l'emplacement de l'actuel stade. Phanos souhaitait en outre réaliser de lourds investissements dans le secteur sportif du club, pour que celui-ci atteigne le niveau des plus grands clubs néerlandais. Cependant, lorsque ces projets, d'abord tenus secrets, furent révélés, il leur fut opposé une vive résistance, étant donné que le Stadion Galgenwaard venait d'être remis à neuf et que le FC Utrecht pourrait, par ce déménagement, perdre une partie de son âme. Ils n'ont ensuite plus jamais été évoqués.
Le 2 avril 2008, lors d'une conférence de presse, le conseil d'administration du FC Utrecht annonce que celui-ci change de propriétaire : Frans van Seumeren, 35 ans, directeur de la société de transport Mammoet, achète 51 % du capital du club pour 16 millions d'euros. Celui-ci, déjà président d'un club d'amateurs voisin, s'engage pour dix ans au sein du club et établit comme objectif d'installer le FC Utrecht dans les cinq premiers du classement, au même niveau que des clubs comme le FC Groningue ou le SC Heerenveen. Par ailleurs, le club a annoncé qu'une large partie des nouveaux fonds serait allouée à la formation.
Cela fait d'Utrecht le deuxième club des Pays-Bas, après AZ Alkmaar, à être la propriété d'investisseurs externes. La ville d'Utrecht a accueilli cette acquisition de manière positive, puisqu'elle signifie que la ville n'aurait plus à prendre en charge une partie des problèmes financiers que pourrait avoir le club, comme ce fut le cas auparavant.
Le 9 avril 2008, un journal anglais a révélé que le FC Utrecht avait lié un partenariat avec Derby County, à l'instar de ce qu'a fait Manchester United avec le club belge du Royal Antwerp.

## Résultats
Les résultats du FC Utrecht sont toujours restés très homogènes au cours des décennies, autour du milieu de tableau, avec toutefois quelques pics vers le haut en 1981 (3e) et 1991 (4e) et vers le bas en 1975, 1994 et 1996 (15e). Depuis ses premières années, le FC Utrecht conserve l'image d'un club populaire, avec la tradition d'un jeu vif et attrayant.
Le FC Utrecht a remporté trois fois la Coupe des Pays-Bas : en 1985, 2003 et en 2004. Cette même année, le FC Utrecht a même gagné la Supercoupe des Pays-Bas, appelée « Trophée Johan Cruyff ». Il est même le seul club en dehors des trois clubs majeurs que sont l'Ajax, le PSV et Feyenoord à l'avoir remportée. Le FC Utrecht est également le seul club en dehors de ces trois clubs à n'avoir jamais été relégué en Deuxième Division.

## Bilan sportif

### Palmarès
- Coupe des Pays-Bas
  - Vainqueur :  1985, 2003, 2004
  - Finaliste :  1982, 2002, 2016
- Supercoupe des Pays-Bas
  - Vainqueur : 2004
  - Finaliste : 2003

### Bilan européen
Légende
- Victoire ou qualification pour le tour suivant
- Match nul
- Défaite ou élimination de la compétition

Note : dans les résultats ci-dessous, le score du club est toujours donné en premier.
| Saison    | Compétition      | Tour                | Club                     | Domicile | Extérieur | Total     |
| --------- | ---------------- | ------------------- | ------------------------ | -------- | --------- | --------- |
| 1980-1981 | Coupe UEFA       | 32es de finale      | Argeș Pitești            | 2 - 0    | 0 - 0     | 2 - 0     |
| 1980-1981 | Coupe UEFA       | Seizièmes de finale | Eintracht Francfort      | 2 - 1    | 1 - 3     | 3 - 4     |
| 1981-1982 | Coupe UEFA       | 32es de finale      | Hambourg SV              | 3 - 6    | 1 - 0     | 4 - 6     |
| 1982-1983 | Coupe UEFA       | 32es de finale      | FC Porto                 | 0 - 1    | 0 - 2     | 0 - 3     |
| 1985-1986 | Coupe des coupes | Seizièmes de finale | Dynamo Kiev              | 2 - 1    | 1 - 4     | 3 - 5     |
| 1987-1988 | Coupe UEFA       | 32es de finale      | LASK Linz                | 2 - 0    | 0 - 0     | 2 - 0     |
| 1987-1988 | Coupe UEFA       | Seizièmes de finale | Hellas Vérone            | 1 - 1    | 1 - 2     | 2 - 3     |
| 1991-1992 | Coupe UEFA       | 32es de finale      | Sturm Graz               | 3 - 1    | 1 - 0     | 4 - 1     |
| 1991-1992 | Coupe UEFA       | Seizièmes de finale | Real Madrid              | 1 - 3    | 0 - 1     | 1 - 4     |
| 2001-2002 | Coupe UEFA       | Premier tour        | Grazer AK                | 3 - 0    | 3 - 3     | 6 - 3     |
| 2001-2002 | Coupe UEFA       | Deuxième tour       | Parme AC                 | 1 - 3    | 0 - 0     | 1 - 3     |
| 2002-2003 | Coupe UEFA       | Premier tour        | Legia Varsovie           | 1 - 3    | 1 - 4     | 2 - 7     |
| 2003-2004 | Coupe UEFA       | Premier tour        | MŠK Žilina               | 2 - 0    | 4 - 0     | 6 - 0     |
| 2003-2004 | Coupe UEFA       | Deuxième tour       | AJ Auxerre               | 0 - 0    | 0 - 4     | 0 - 4     |
| 2004-2005 | Coupe UEFA       | Premier tour        | Djurgårdens IF           | 4 - 0    | 0 - 3     | 4 - 3     |
| 2004-2005 | Coupe UEFA       | Phase de groupes    | Real Saragosse           | N/A      | 0 - 2     | Cinquième |
| 2004-2005 | Coupe UEFA       | Phase de groupes    | Dnipro Dnipropetrovsk    | 1 - 2    | N/A       | Cinquième |
| 2004-2005 | Coupe UEFA       | Phase de groupes    | Club Bruges              | N/A      | 0 - 1     | Cinquième |
| 2004-2005 | Coupe UEFA       | Phase de groupes    | Austria Vienne           | 1 - 2    | N/A       | Cinquième |
| 2007      | Coupe Intertoto  | Troisième tour      | Hammarby IF              | 1 - 1    | 0 - 0     | 1 - 1E    |
| 2010-2011 | Ligue Europa     | Deuxième tour Q     | KF Tirana                | 4 - 0    | 1 - 1     | 5 - 1     |
| 2010-2011 | Ligue Europa     | Troisième tour Q    | FC Lucerne               | 1 - 0    | 3 - 1     | 4 - 1     |
| 2010-2011 | Ligue Europa     | Barrages Q          | Celtic FC                | 4 - 0    | 0 - 2     | 4 - 2     |
| 2010-2011 | Ligue Europa     | Phase de groupes    | SSC Naples               | 3 - 3    | 0 - 0     | Quatrième |
| 2010-2011 | Ligue Europa     | Phase de groupes    | Liverpool FC             | 0 - 0    | 0 - 0     | Quatrième |
| 2010-2011 | Ligue Europa     | Phase de groupes    | Steaua Bucarest          | 1 - 1    | 1 - 3     | Quatrième |
| 2013-2014 | Ligue Europa     | Deuxième tour Q     | Differdange 03           | 3 - 3    | 1 - 2     | 4 - 5     |
| 2017-2018 | Ligue Europa     | Deuxième tour Q     | Valletta FC              | 3 - 1    | 0 - 0     | 3 - 1     |
| 2017-2018 | Ligue Europa     | Troisième tour Q    | Lech Poznań              | 0 - 0    | 2 - 2     | 2 - 2E    |
| 2017-2018 | Ligue Europa     | Barrages Q          | Zénith Saint-Pétersbourg | 1 - 0    | 0 - 2 ap  | 1 - 2     |
| 2019-2020 | Ligue Europa     | Deuxième tour Q     | Zrinjski Mostar          | 1 - 1    | 1 - 2 ap  | 2 - 3     |
| 2025-2026 | Ligue Europa     | Deuxième tour Q     | Sheriff Tiraspol         | 4 - 1    | 3 - 1     | 7 - 2     |
| 2025-2026 | Ligue Europa     | Troisième tour Q    | Servette FC              | 2 - 1    | 3 - 1     | 5 - 2     |
| 2025-2026 | Ligue Europa     | Barrages Q          | Zrinjski Mostar          | -        | -         | -         |

## Stade

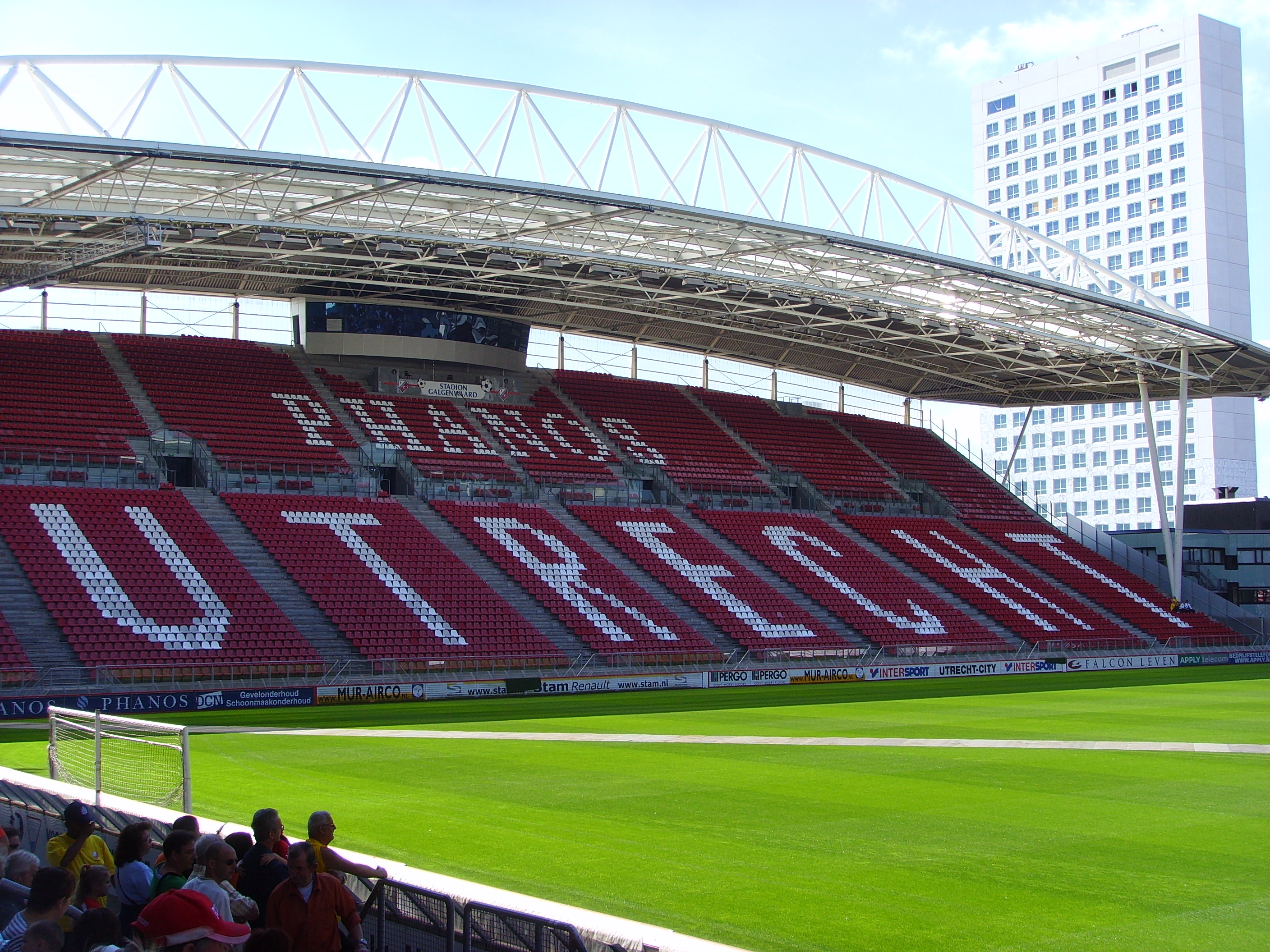
Le Stadion Galgenwaard

Le stade du FC Utrecht est le Stadion Galgenwaard, qui s'appelait initialement Galgenwaard, puis fut renommé en Nieuw Galgenwaard.
Datant des années 1930, le Stadion Galgenwaard fut pour la première fois reconstruit en 1981. En 1998, une nouvelle reconstruction commença à être entreprise par les architectes ayant construit le DSB Stadion d'Alkmaar. La capacité du stade (environ 13 000 places) n'était alors pas suffisante. La rénovation eut lieu en plusieurs étapes : en 2001, les sièges de la tribune nord furent remplacés et la tribune fut couverte. Deux ans plus tard, ce fut au tour de la tribune sud, à laquelle une galerie de quatre étages a été accolée. En 2004, la rénovation s'acheva avec les deux virages de supporteurs, la Bunnikside et la Cityside.
La capacité actuelle du Stadion Galgenwaard est de 24 500 spectateurs. En 2004-2005, la moyenne de fréquentation s'élevait à 19 600 places. En 2006-2007, elle s'élevait à 20 000.

## Joueurs et personnalités du club

### Entraîneurs
- Han Berger (1976-1983)
- Barry Hughes (1983-1984)
- Nol de Ruiter (1984-1987)
- Han Berger (1987-1989)
- Cees Loffeld (1989-1990)
- Ab Fafié (1990-1993)
- Erwin Koeman (2011)
- Jan Wouters (2012-)

### Effectif professionnel actuel
Le tableau liste l'effectif professionnel du FC Utrecht pour la saison 2025-2026. 

### Numéro retiré
| N° | Nat.                 | Poste | Nom du joueur                       |
| -- | -------------------- | ----- | ----------------------------------- |
| 4  | Drapeau de la France | D     | David di Tommaso (Hommage posthume) |